# Or Chadasch (Wien)
Or Chadasch (hebräisch אוֹר חָדָשׁ, lit.: ‚Neues Licht‘) ist eine jüdische liberale Gemeinde in der österreichischen Bundeshauptstadt Wien.

## Geschichte
Bereits in den 1970er Jahren versuchte man mit Unterstützung von Rabbiner Henry G. Brandt, eine liberale jüdische Gemeinde in Wien zu gründen. Am 4. Mai 1990 fand unter seiner Leitung in Wien der erste öffentliche egalitäre Gottesdienst in der Geschichte des österreichischen Judentums statt, kurz darauf wurde die Gemeinde als Verein Bewegung für progressives Judentum in Österreich gegründet. Die Vereinspräsidentschaft übernahm Theodor Much. Im Frühjahr 2012 stellte Or Chadasch beim Kultusamt einen Antrag auf die Einrichtung einer eigenen Kultusgemeinde. Dem Antrag wurde nicht stattgeben. Im Herbst 2013 erfolgte im Zuge einer Statutenänderung des Vereins Or Chadasch eine Namensänderung. Der volle Name lautet nun Verein Or Chadasch – Jüdische Liberale Gemeinde Wien.
2008 übernahm die Gemeinde die Organisation des großen Kongresses des European Board der WUPJ, der im März 2008 in Wien stattfand.
Im Jahr 2010 gehörten ungefähr 100 Familien zur Gemeinde Or Chadasch. Sie wird derzeit von Rabbiner Tobias Divack Moss  betreut und ist Mitglied der World Union for Progressive Judaism (WUPJ) sowie der European Union for Progressive Judaism. Innerhalb der Israelitischen Religionsgesellschaft in Österreich, der Dachorganisation des Judentums, ist sie über eine Vereinbarung, in der die Bereiche der gemeinsamen Zusammenarbeit definiert sind, lose mit der Israelitischen Kultusgemeinde Wien assoziiert.

## Synagoge: Or-Chadasch-Tempel
Die Gottesdienste zu Kabbalat Schabbat und Schacharit  fanden zunächst in den Räumlichkeiten des Vereins Hilfe und Hoffnung, der sich der Hilfe für bedürftige jüdische Gemeinden in Osteuropa widmete, in der Schüttelstraße statt. 1991 konnte Rabbiner Michael König mit Unterstützung der WUPJ als Vollzeitrabbiner für Or Chadasch angestellt werden, nach einem Autounfall aber seine Tätigkeit nicht fortsetzen. Mit Hilfe der Israelitischen Kultusgemeinde Wien konnte als Übergangslösung 1997 ein Vereinslokal in der Haidgasse bezogen werden. Bis 2004 hielt die Gemeinde ihren Gottesdienst in wechselnden Räumlichkeiten. Ab 23. Jänner 2004 konnte Or Chadasch alle Aktivitäten  in das neue Gemeindezentrum in der Wiener Robertgasse verlagern. Die offizielle Einweihung der Synagoge erfolgte am 22. Februar 2004. Das Engagement von Rabbiner Walter Homolka war entscheidend dafür, dass die Räumlichkeiten einer ehemaligen Druckerei umgebaut werden konnten. Dies wurde nach Entwürfen von Ferydon Heschmat und Architekt Karl Peyrer-Heimstätt begonnen, die Fertigstellung und Innenausstattung erfolgte durch Samuel Huber-Huber.
Den Eingangsbereich ziert ein Lebensbaum (Etz Chaim), dessen Blätter dazu verwendet werden, das Gedenken an Familienmitglieder, die in der Shoah ermordet wurden, festzuhalten. Gleichzeitig können auch wichtige Ereignisse des jüdischen Lebenszyklus verewigt werden. Damit wird Geschichte und Kontinuität des jüdischen Lebens in Wien symbolisiert.

## Rabbiner und Rabbinerinnen

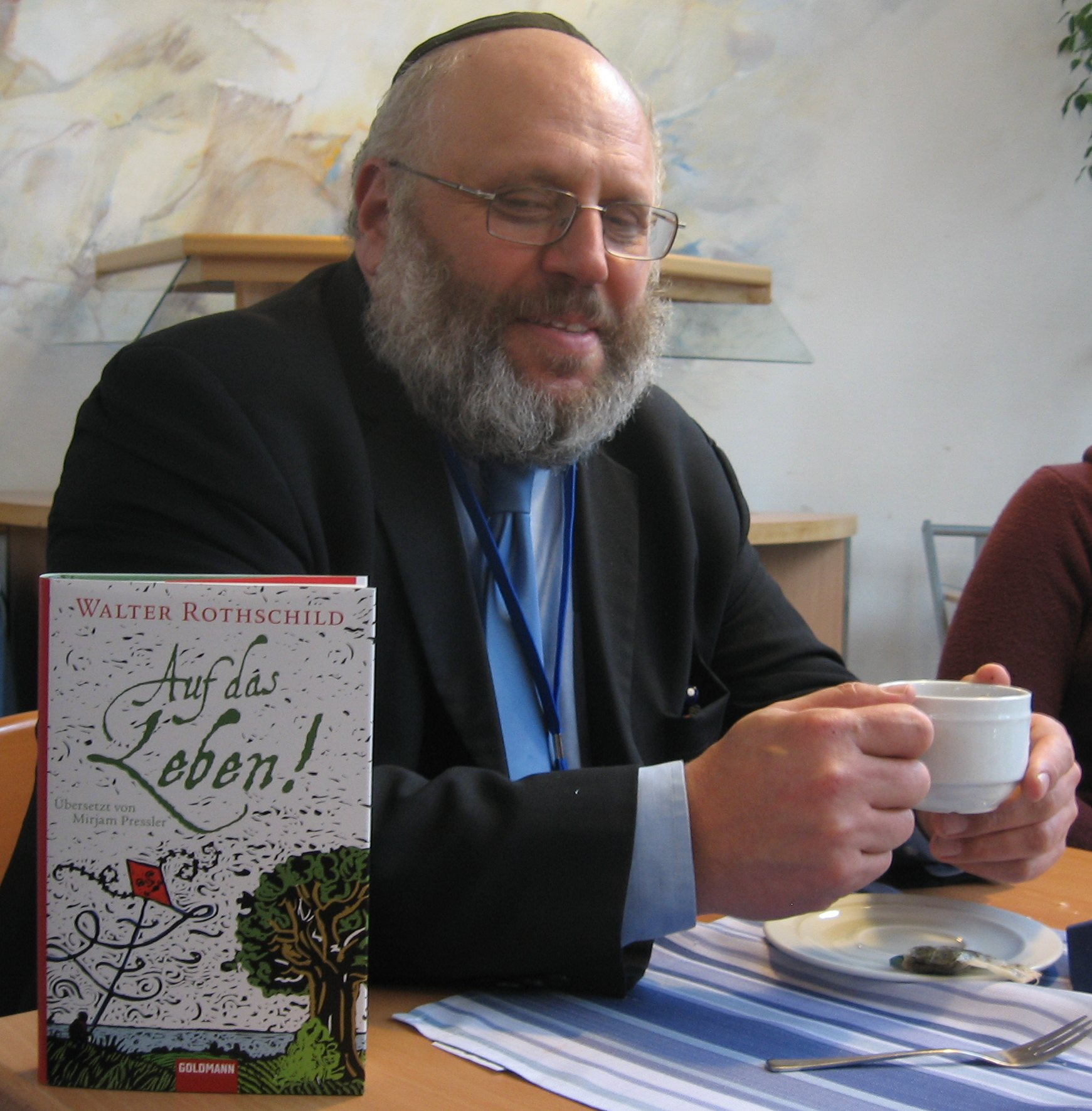
Walter Rothschild, am längsten Gemeinderabbiner: 1995–1997 & 2006–2017

Folgende Rabbiner und Rabbinerinnen betreuten seit 1991 die Gemeinde:
- Michael König (1991–1992)
- Walter Rothschild (1995–1997)
- Robert L. Lehman (1998–2000)
- Eveline Goodman-Thau (2001–2002)
- Irit Schillor (2003–2005)
- Walter Rothschild (2006–2017)
- Lior Bar-Ami (2017–2024)
- Tobias Divack Moss (seit September 2024)[11]